# フェリーなにわ
フェリーなにわは、大阪高知特急フェリーが運航していたフェリー。

## 概要
大阪高知フェリーのフェリー化第二船として幸陽船渠で建造され、1971年12月に就航し、在来客船を置き換えた。
1972年8月、大阪高知フェリーは土佐特急フェリーと合併して大阪高知特急フェリーが発足、フェリーかつらとともに同社に継承される。
1990年、ニューとさの就航により引退した。
その後、海外売船され、パナマのGreenseas Shipping Co. Ltd.でVIGNESSWARAとなった。
1995年、ジャマイカのSunbeam Navigationに売却され、DIGNITYとなった。
1996年、Tyme Navigationに売却された後、European Seawaysに傭船され、ブリンディジ - イグメニツァ - チェシュメ航路で運航された。
1998年、リビアのGNMTCに傭船され、マルタのバレッタとリビアを結ぶ航路で運航された。
1998年、パナマのRoussan Shippingに売却され、IGNISとなった。
1999年、 Ionisus Maritimeに売却され、IONISとなり、European Seawaysに傭船されブリンディジ - ケルキラ - イグメニツァ航路で運航された。
2001年、Ventouris Ferriesに傭船され、バーリ - ドゥラス航路で運航された。
その後、HORIZONとなり、イグメニツァ - ケルキラ - バーリ航路、ケファロニア - ザキントス航路で夏期に運航されている。

### 就航航路
大阪高知特急フェリー（1971年 - 1990年）
- 大阪南港 - 高知港

フェリーかつらと本船の2隻で通常は夜行便1往復を運航した。繁忙期は臨時便として昼行便1往復が追加運航された。

## 設計
船体は4層構造で、上部からA - Dデッキと呼称されており、Aデッキは操舵室および乗組員区画、Bデッキは旅客区画および乗組員区画、Cデッキは前方が旅客区画、後方が乗用車搭載区画、Dデッキが大型車搭載区画となっていた。DデッキとCデッキは、左舷側に設置されたスロープで連絡されていた。船橋は船体幅の3分の1程度の幅しかなく、大型のフェリーとしては幅が狭いのが外観上の特徴であった。

## 船内

### 船室
- 特等室（4名×2室）
- 一等室（68名）
- 特二等室（200名）
- 二等室（442名）
- ドライバー室（106名）

### 設備
- 案内所
- 上等級用ラウンジ
- 売店
- 自動販売機
- 浴室